# Anthene teita
Anthene teita är en fjärilsart som beskrevs av Henry Stempffer 1961. Anthene teita ingår i släktet Anthene och familjen juvelvingar. Inga underarter finns listade i Catalogue of Life.